# صمغ الغوار
صمغ الغوار (أو صمغ القوار) وهي مادة بيضاء يحصل عليها كناتج سحق سويداء البذرة لحبوب القوار.

## التسمية العامة
الدستور الأمريكي و الصيغ الوطنية الأمريكية : Guar gum

## الأسماء المرادفة
E412 ; guar flour ; jaguar gum

## التسمية الكيميائية
Galactomannan polysaccharide [9000-30-0]

## الاستخدام الصيدلاني
عامل معلق ، مادة رابطة في المضغوطات ، مادة مفككة للمضغوطات ، عامل رافع للّزوجة .
يُستخدم صمغ الجاكوار في مستحضرات التجميل و المنتجات الغذائية و الأشكال الصيدلانية .
أما صيدلانياً فيُستخدم في الأشكال الصلبة كمادة مفككة و رابطة .
أما في الأشكال الصيدلانية السائلة ذات التطبيق الموضعي أو الفموي فهي تدخل كمادة مُغلِقة و مُثبِّتة و مُسمِّكة Thickening .
و أما علاجياً فيُستخدم جزئياً في غذاء مرضى السكري . كما يُستخدم كقابض للشهية (يقلل الشهية) و يدخل الصمغ في تركيب المضغوطات باستعمالات تختلف باختلاف التراكيز

## التأثير على صحة الجسم
يُستخدم بشكل واسع في الأطعمة و الأشكال الصيدلانية الفموية و الموضعية التطبيق . إلا أن الاستهلاك الواسع ( المفرط ) منه قد يسبب اضطرابات معوية معديّة ( تطبل البطن –الريح ) flatulent ، و الإسهال و الغثيان nausea .
علاجياً : يُعطى لمرضى السكري يومياً في جرعة فموية حتى 25 غ من الصمغ . و عادة يُشار إلى أنه مادة غير سامة و غير مخرِّشة إلا أن سلامة استخدامه كمادة قابضة للشهية ( من خلال انتفاخ الصمغ في المعدة و إعطاء الشعور بالامتلاء ) ما يزال قيد الدراسة و تكمن المشكلة في الخشية من الانتفاخ الأولي للمضغوطات الصمغية في المري مما قد يسبب انسداده Oesphagus .
و بالنتيجة تم في انكلترا تحريم استخدام المضغوطات التي تحتويه و التي تُوصف لقطع الشهية ، كما و يُشتكى من عدم سلامة استخدام حثيرات الصمغ الدقيقة كقاطعات شهية أيضاً .
إلا أن استخدام للأعراض الصيدلانية لم يتأثر بهذا التحريم .
و لم تحدد منظمة الصحة العالمية (WHO) المقدار اليومي المقبول منه في المنتجات الغذائية .
			LD50 (hamster,oral) = 6 g/kg
			LD50 (mouse,oral) = 8.1 g/kg
			LD50 (rabbit,oral) = 7 g/kg
			LD50 (rat,oral) = 7.06 g/kg

## سلامة الاستعمال
تختلف الاحتياطات المتبعة أثناء التعامل مع المادة باختلاف الكمية و الظروف المحيطة .
يمكن أن يكون الصمغ مخرشاً للعيون و لذلك نحتاج أثناء استعماله لواقيات الأعين و القفازات و أمتعة واقية للجهاز التنفسي .

## التنافرات
تنافر مع الأسيتون ، الكحول ، العفص ، و الحموض ، و الأسس القوية .
إن شوارد البورات إذا تواجدت في الماء فإنها سوف تمنع إماهة الصمغ . على أية حال إن إضافة شوارد البورات إلى الصمغ المميّه سوف تشكل هلامة بنيوية متماسكة و سوف تمنع الإماهة بعد ذلك .
يمكن أن ترقق الهلامة المشكلة عن طريق إنقاص درجة الـ PH إلى ما دون 7 أو عبر التسخين .
هذا الصمغ يمكن أن يقلل امتصاص البنسلين من بعض التركيبات بمقدار الربع .